# 馬里蘭州輕軌紫線
馬里蘭州輕軌紫線是美國一條仍在建設中的26.1公里長（16.2英里）輕軌路線，預計連接華盛頓與其近郊的馬里蘭州貝塞斯達、銀泉、大學公園和新卡羅頓。 完工後可連接華盛頓地鐵的紅線、綠線、黃線和橙線，前述各線旅客馬里蘭州境內可經由本線轉乘，無需乘車進入華盛頓市中心再轉乘。本線也將提供轉乘馬里蘭區域通勤鐵路所有三條路線的轉乘服務。
本計畫由馬里蘭州交通部下屬機構馬里蘭州交通管理局(MTA) 管理，而非負責華盛頓地鐵營運的華盛頓都會區交通局(WMATA)。
在長達數十年的規劃過程中，本線持續受到阻撓，尤其是雪維蔡斯高級住宅區的居民。在州長鮑勃·埃利希執政期間，曾計畫改建名為雙縣運輸（Bi-County Transitway） 的快速公車服務。紫線開始施工後仍有人嘗試以法律途徑阻止建設。在 2017 年 12 月，美國華盛頓特區巡迴上訴法院裁定，紫線建設可以繼續。
紫線運輸（Purple Line Transit Partners，由弗洛爾企業領銜組成）負責規劃和建築工程，以及36年的營運權與維護工作。 工程於 2017 年 8 月開始，但在 2020 年 9 月停止。 該公司宣布由於延誤以及與州政府的糾紛，將終止合約。至此已經花費了預計的 20 億美元建設成本中的 11 億美元。
2021 年 11 月選出了新的承包商。根據新合約，總建築成本將上升至 34 億美元。包括建設、營運、維護在內的 30 年總成本將從 56 億美元增加到 93 億美元。預計將於2022年夏季恢復施工，並於2026年秋季通車。

华盛顿地铁路线图。图中紫色为本线

## 歷史
這條輕軌最初是由設計出華盛頓地鐵系統的Harry Weese Associates公司建築師John J. Corley Jr.於1994年所設計的。被建議作為一條環繞首府的地鐵線路，全長64英里（103公里），價值數十億美元。

## 路线和车站位置

拟议的紫色线路路线的大致地理图

计划中的路线将连接现有的地铁、 MARC通勤铁路和美铁车站： 
- 貝塞斯達站（地铁红线）
- 银泉站（地铁红线、MARC布朗斯威克線）
- 学院公园-马里兰大学站（ 地铁绿线，地铁黄线，MARC康登線）
- 新卡罗顿站（地铁橙线、MARC宾州线、Amtrak東北區域號列車、 Amtrak Vermonter）